# 括嚢
括嚢（かつのう、生没年不詳）とは、江戸時代の京都の浮世絵師。

## 来歴
師系・経歴不詳。括嚢と号す。画題や版元から京都の絵師だったと見られ、文化の初め頃に合羽摺の作品を残す。「花菱屋うの」などといった京祇園の芸妓を細判で描いている。

## 作品
- 「花菱屋うの」　細判合羽摺　※文化初年。「括嚢」の落款あり
- 「水口屋小きく」　細判合羽摺　※文化初年。「括嚢画」の落款あり、墨吉板
- 「三桝屋しほ　京屋ゆう　桜井屋栄次」　細判合羽摺　※文化初年。「括嚢画」の落款あり、柏宗板